# Herminia Brumana
Herminia Catalina Brumana (née le 12 septembre 1897 à Pigüé en Argentine, décédée le 9 janvier 1954 à Buenos Aires) est une institutrice, écrivain, journaliste, dramaturge et militante féministe de tendance socialiste et anarchiste. Elle a écrit neuf livres et onze pièces de théâtre, dont trois ont été publiées. Elle a écrit pour  Mundo Argentino, El Hogar et La Nación, entre autres publications. Elle a participé activement en tant qu'anarchiste et socialiste. Elle est considérée comme une disciple de Rafael Barrett.

## Œuvres choisies

### Prose
- Palabritas, 1918.
- Cabezas de mujeres, 1923
- Mosaico, 1929
- La grúa, 1931
- Tizas de colores, 1932
- Cartas a las mujeres argentinas, 1936
- Nuestro Hombre, 1939
- Me llamo niebla, 1946
- A Buenos Aires le falta una calle, 1953

### Théâtre
- La protagonista olvidada, 1933